# Transamazonia
Pour plus de détails, voir Fiche technique et Distribution.
Transamazonia est un film dramatique allemand, français, suisse, taïwanais et brésilien réalisé par Pia Marais et sorti en 2024,.

## Fiche technique
Sauf indication contraire, les informations mentionnées dans cette section peuvent être confirmées par les bases de données cinématographiques IMDb et Allociné,  présentes dans la section « Liens externes ».
- Titre original : Transamazonia
- Réalisation : Pia Marais
- Scénario : Pia Marais, Willem Droste et Martin Rosefeldt
- Musique : Lim Giong
- Décors : Petra Barchi
- Costumes : Chiara Minchio
- Photographie : Mathieu De Montgrand
- Son : Andreas Hildebrandt
- Montage : Matthieu Laclau et Yann-Shan Tsai
- Production : Kristina Ceyton et Samantha Jennings
  - Production associée : Jess Parker
  - Production déléguée : Salman Al-Rashid, Sam Frohman, Daniel Negret, Michal et Danny Philippou
  - Production exécutive : Carly Maple
- Société de production : Cinema Defacto et Moonduckling Films
- Société de distribution : Jour2fête
- Pays de production :  Allemagne,  France,  Suisse,  Taïwan et  Brésil
- Langue originale : portugais et anglais
- Format : Drame
- Durée : 112 minutes
- Dates de sortie :
  - Suisse : 12 août 2024 (Locarno)
  - Brésil : 4 octobre 2024 (Rio de Janeiro)
  - Taïwan : 13 novembre 2024 (Taipei)
  - Allemagne : 15 mai 2025
  - France : 30 juillet 2025

## Distribution
- Helena Zengel : Rebecca Byrne
- Jeremy Xido : Lawrence Byrne
- Sérgio Sartorio : John
- Sabine Timoteo : Denise
- Rômulo Braga : Artur Alves
- Maurilio Nunes